# Weingut Henninger IV
Das Weingut Henninger IV ist ein Bauwerk in der Ortsgemeinde Kallstadt. Es steht unter Denkmalschutz.

## Lage
Das Bauwerk befindet sich unmittelbar an der Deutschen Weinstraße, die vor Ort mit der Bundesstraße 271 identisch ist.

## Geschichte
Das Weingut wurde im Jahr 1615 errichtet. Johannes Henninger II eröffnete 1855 als Reaktion auf eine wirtschaftliche Krise in den Räumlichkeiten ein Gasthaus, das wie das Weingut an sich später von seinem Sohn Georg Henninger IV übernommen wurde. Letzterer wurde zugleich zu dessen Namensgeber. Nach dessen Tod im Jahr 1926 übernahm seine Witwe Luise Henninger (1871–1951) den Betrieb, die ihm durch ihre Kochkompetenz eine Blütezeit und eine Bekanntheit schaffte, die über die Pfalz hinaus ging und dem Gasthaus mehrere prominente Gäste bescherte. Deren Enkel Walter Henninger leitete ab 1957 das Weingut und verpachtete es ab 2003. Im November 2010 wurde es verkauft und zwei Jahre später renoviert.

## Architektur
Beim Gebäude handelt es sich um einen Dreiseithof in fränkischer Hofbauweise. Er umfasst ein stattliches Wohnhaus mit einem massiven Erdgeschoss, das dem späten 16. oder dem frühen 17. Jahrhundert entstammt. Es umfasst spätbarockes Sichtfachwerk in Obergeschoss und in den Giebeln, die im frühen 18. Jahrhundert entstanden. Die Ökonomiebauten kamen im 19. Jahrhundert hinzu.